# The Lorelais' first day at Yale
«The Lorelais' first day at Yale» es el 67mo episodio de la serie de televisión norteamericana Gilmore Girls.

## Resumen del episodio
El primer día de Rory en Yale transurre con la mudanza de todas sus cosas, para esto Lorelai le pide a Luke prestada su camioneta; mientras tanto, él se encuentra discutiendo con los abogados de Nicole sobre el proceso de divorcio, y hasta Lorelai interviene para intentar hablar en su favor. Ya al haber llegado a la universidad, las Gilmore instalan todas las cosas de Rory en su habitación, y descubren a una nueva y algo extraña compañera llamada Tanna. Además, Rory se alegra mucho de reencontrarse con su antigua compañera de Chilton y archienemiga Paris, quien cuenta que no es casualidad que estén en el mismo dormitorio; también revela que ha perdido a su nana, y ahora tiene a un entrenador. Mientras que Rory pasa el día tomándose la foto para el carné, ya todo está listo y madre e hija se despiden. Pero cuando Lorelai está en Stars Hollow, Rory la llama y le dice que no puede quedarse sola. Así, Lorelai organiza una pequeña reunión con mucha comida e invita a varias chicas, y pasa la noche con su hija. Al día siguiente, y luego de un emotivo adiós, Lorelai se va y le devuelve a Luke su camioneta, aunque siente como un vacío pues estará sin Rory.

## Curiosidades
- Lorelai lee las iniciales de Rory como "R.G.", sin embargo deberían ser "L.G." (pues su nombre es Lorelai Gilmore).
- De la misma manera, no debería lamentarse que le hayan puesto "Roni" en vez de "Rory", pues su nombre (Lorelai) es el que debe figurar.
- Una posible aclaración a los puntos anteriores es que en Yale utilizan los apodos de los alumnos en los documentos no oficiales. En un capítulo anterior, cuando Rory está escribiendo la solicitud para las universidades, tiene que rellenar el campo de 'apodo' lo que provoca alguna broma por parte de Lorelai (que le dice que ponga 'calzones caídos').
- El cartel de bienvenida en Yale es para la promoción del 2007, aunque a Rory termina Chilton en el curso 2003/2004

- Datos: Q6144814